# Wolfgang Göbel (Theologe)
Wolfgang Göbel (* 15. Februar 1940 in Gelsenkirchen-Horst; † 29. März 2016 in Trier) war ein deutscher römisch-katholischer Theologe.

## Leben
Nach dem Abitur am Max-Planck-Gymnasium in Gelsenkirchen-Buer studierte er ab dem Jahr 1959 Philosophie und katholische Theologie an der Albertus-Magnus-Akademie in Walberberg sowie an den Universitäten Münster, Köln und Tübingen. Im Wintersemester 1972/1973 legte er das Staatsexamen in den Fächern Katholische Theologie und Philosophie und war daran anschließend als wissenschaftlicher Mitarbeiter am Lehrstuhl für Theologische Ethik unter besonderer Berücksichtigung der Gesellschaftswissenschaften (Wilhelm Korff) der Katholisch-Theologische Fakultät der Universität Tübingen tätig.
Er wurde zum Wintersemester 1997/98 auf den Lehrstuhl für Moraltheologie an der Theologischen Fakultät Trier berufen, den er bis zu seiner Emeritierung im Jahr 2008 innehatte.

## Schriften (Auswahl)
- Reflektierende und absolute Vernunft. Die Aufgabe der Philosophie und ihre Lösung in Kants Vernunftkritiken und Hegels Differenzschrift (= Abhandlungen zur Philosophie, Psychologie und Pädagogik. Band 184). Bouvier, Bonn 1984, ISBN 3-416-01761-7 (zugleich Dissertation, Tübingen 1982).
- Der Wille zu Gott und das Handeln in der Welt. M. Luther – Johannes v. Kreuz – I. Kant (= Studien zur theologischen Ethik. Band 51). Herder u. a., Wien u. a. 1993, ISBN 3-451-23279-0 (zugleich Dissertation, Tübingen 1992/1993).
- Okzidentale Zeit. Die Subjektgeltung des Menschen im Praktischen nach der Entfaltungslogik unserer Geschichte (= Studien zur theologischen Ethik. Band 70). Herder u. a., Wien u. a. 1996, ISBN 3-451-23968-X (zugleich Habilitationsschrift, Tübingen 1995).